# Dietelskirchen
Dietelskirchen ist ein Gemeindeteil der Gemeinde Kröning im niederbayerischen Landkreis Landshut.

## Lage
Das Pfarrdorf liegt im Tal der Kleinen Vils und im Südwesten des Gemeindegebietes, etwa im Zentrum des Städtedreiecks Landshut, Vilsbiburg und Dingolfing. Im Süden wird er von der Kleinen Vils berührt. 
Die von Geisenhausen kommende Staatsstraße 2054 führt hindurch.

## Geschichte
Im 10. Jahrhundert gehörte Dietelskirchen zur Pfarrei Oberviehbach. Nachdem es 1689 zur Expositur aufgestuft wurde, bekam es einen eigenen Seelsorger. 1747 wurde es selbständige Pfarrei.
Die ehemalige Pfarrkirche St. Ulrich wurde im 13. Jahrhundert errichtet und im 17. Jahrhundert im Barockstil umgebaut und erweitert. Sie soll eine der ältesten Kirchen der Gegend gewesen sein und wurde 1921 wegen Baufälligkeit abgerissen. Ihre barocke Inneneinrichtung (Hochaltar mit den Figuren der Hl. Florian, Ulrich, Johann Evangelist und Leonhard, zwei Seitenaltäre mit Figuren der Hll. Joachim und Anna, Kanzel und 14 Kreuzwegstationen) wurde an die Bernrieder Kirche der Pfarrei Stamsried bei Kötzting abgegeben.

### 20. Jahrhundert
Am 1. April 1971 wurde Dietelskirchen im Zuge der Gemeindegebietsreform in die Gemeinde Kröning eingegliedert. Teile der früheren Gemeinde Dietelskirchen wurden zum Abschluss der Gebietsreform am 1. Mai 1978 in die westliche Nachbargemeinde Adlkofen umgegliedert.
Vor der Gebietsreform bestand die Gemeinde Dietelskirchen aus folgenden Ortsteilen:
● Heute noch zu Kröning gehörig:
| - Dietelskirchen - Dietrichstetten - Eggenöd - Froschöd | - Hermannsöd - Hundham - Kerschöd - Oberklöham | - Öd bei Dietelskirchen - Paring - Roß - Unterbettenbach | - Unterklöham - Wimm |

● 1978 nach Adlkofen umgegliedert:
| - Armannsberg - Berg - Bleiwimm - Dechantsreit - Göttlkofen - Hillau | - Höll - Hofstetten - Kirmbach - Kobel - Leiersöd - Nöham | - Pattendorf - Rammelsberg - Ratzenstall - Reichlkofen - Ried - Schindlbach | - Schwatzkofen - Wies - Willerskirchen - Wippenbach - Wölflkofen |

1995 wurde Dietelskirchen beim Bezirksentscheid „Unser Dorf soll schöner werden“ mit einer Silbermedaille ausgezeichnet. Seit 2007 läuft ein Programm zur Dorferneuerung.

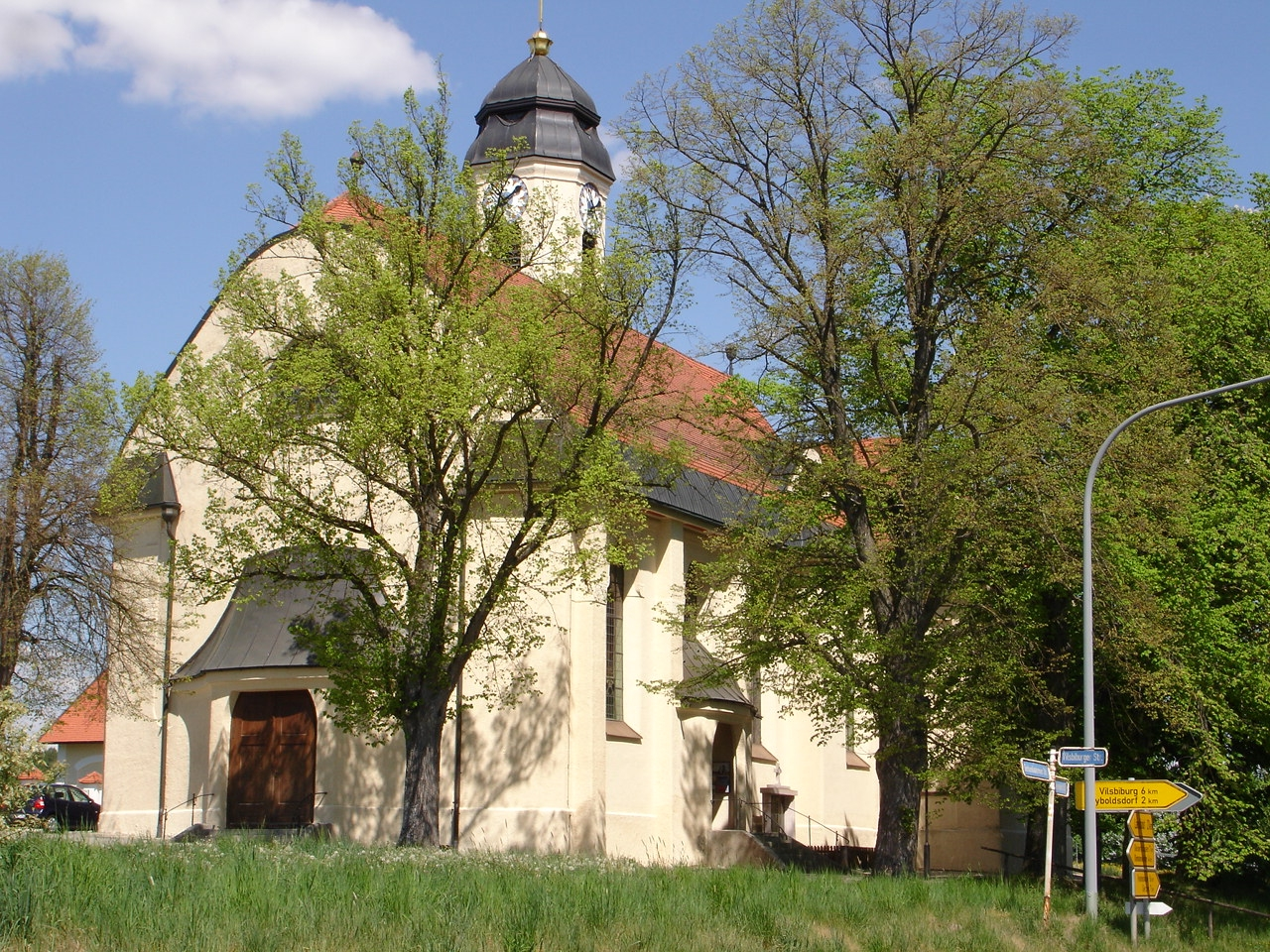
Jugendstilkirche Dietelskirchen

## Pfarrei
Dietelskirchen ist eine eigenständige Pfarrei im Bistum Regensburg. Zu den Gotteshäusern dieser Pfarrei gehören die katholische Pfarrkirche Maria Immaculata in Dietelskirchen und die Filialkirche hl. Stephanus in Helmsdorf.

## Sehenswürdigkeiten
- Die Jugendstilkirche Maria Immaculata wurde in den Jahren von 1912 bis 1914 nach Plänen des Münchner Architekten Joseph Elsner junior errichtet.